# Henry Manaton
Henry Manaton (* vor 17. September 1650; † vor 16. Mai 1716) war ein britischer Politiker, der zwölfmal als Abgeordneter für das House of Commons gewählt wurde.

## Herkunft
Henry Manaton entstammte einer Nebenlinie der Familie Manaton, einer Familie der Gentry von Cornwall. Er wurde als dritter, doch zweiter überlebender Sohn von Ambrose Manaton und dessen zweiten Frau Jane Mapowder am 17. September 1650 getauft. Sein Vater starb bereits 1651. Während Henrys älterer Bruder Ambrose Manaton Trecarrell und die weiteren Besitzungen ihres Vaters erbte, sollte Henry Rechtsanwalt werden. Er studierte 1671 am Gray’s Inn in London. 1686 wurde er als Barrister zugelassen.

## Tätigkeit als Politiker

### Abgeordneter im House of Commons
1685 pachtete Manaton das Gut Harewood bei Calstock in Cornwall. Bei der Unterhauswahl 1689 wurde er zusammen mit seinem Bruder Ambrose als Abgeordneter für das Borough Camelford gewählt, wo sein Bruder umfangreiche Besitzungen besaß. In der Folge übernahm er mehrere lokale Ämter, darunter 1691 das eines Friedensrichters für Cornwall. Er wurde den Tories zugerechnet, doch wie sein Bruder war er im House of Commons kaum tätig. Am 19. Juli ließ er sich für einen Monat beurlauben. Bei der Unterhauswahl 1690 wurden beide Brüder wiedergewählt. Auch weiterhin fehlte er wiederholt bei den Unterhaussitzungen. Bei der Unterhauswahl 1695 kandidierte er nicht erneut, auch nicht, als sein Bruder im März 1696 auf seine Wahl für Camelford verzichtete und die Wahl im Borough Tavistock annahm. Nach dem kinderlosen Tod seines Bruders im selben Jahr erbte er den Großteil von dessen Besitzungen. Bei der Nachwahl im November 1696 in Tavistock kandidierte er als Nachfolger seines Bruders, wurde aber von Francis Drake, 3. Baronet geschlagen. Seine Anfechtung der Wahl wurde abgewiesen. Manaton hatte auch die Besitzungen seines Bruders bei Camelford geerbt, wo er dann bei der Unterhauswahl 1698 wieder erfolgreich kandidierte. Er galt weiter als Tory und lehnte ein stehendes Heer für England ab. Mehrfach blieb er jedoch wieder, teils unentschuldigt, den Sitzungen fern. Dennoch wurde er vor 1701 Friedensrichter für Devon und Deputy Lieutenant von Cornwall. Bei den Unterhauswahlen im Januar 1701 und im Dezember 1701 kandidierte er jeweils erfolgreich in Camelford. Bei der Wahl 1702 kandidierte er sowohl für Camelford wie für Tavistock. Während er die Wahl in Camelford gewinnen konnte, wurde er in Tavistock geschlagen. Erneut legte er dagegen Einspruch ein, dem dieses Mal am 21. Dezember 1703 stattgegeben wurde. Daraufhin legte er am 3. Januar 1704 sein Mandat für Camelford nieder und nahm das Mandat für Tavistock an. Im House of Commons fehlte er erneut bei mehreren Sitzungen und Abstimmungen, so dass zeitweise unsicher war, ob er noch die Tories unterstützte. Bei den Unterhauswahlen 1705 und 1708 wurde er als Abgeordneter für Tavistock wiedergewählt. 1708 hatte er dazu auch als Abgeordneter für Camelford kandidiert, wurde jedoch von John Manley, einem anderen Kandidaten der Tories geschlagen.

### Sinkender politischer Einfluss
Bei der Unterhauswahl im Oktober 1710 wurde Manaton als Abgeordneter für Tavistock wiedergewählt, dazu gelang es ihm, dass sein Schwager Jasper Radcliffe als Abgeordneter für Camelford gewählt wurde. Am 3. Februar 1711 wurde ihm jedoch wegen offener Bestechung sein Mandat entzogen. Radcliffe starb kurz darauf, worauf Manaton im März 1711 bei der Nachwahl in Camelford kandidierte und auch gewählt wurde. Doch auch diese Wahl wurde erfolgreich angefochten, so dass ihm am 8. Mai 1711 wieder das Mandat entzogen wurde. Damit hatte er anscheinend seinen politischen Einfluss in Tavistock und in Camelford verloren, obwohl er dort seit spätestens 1711 das Amt des Recorders innehatte. Deshalb bewarb er sich bei einer Nachwahl in Callington und wurde dort am 11. Februar 1712 als Abgeordneter gewählt. Obwohl der Lord High Treasurer Robert Harley nun versuchte, seine Unterstützung im House of Commons zu erhalten, stimmte er am 18. Juni 1713 gegen die Regierung, vermutlich als Revanche für die mangelnde Unterstützung bei seiner Kandidatur in Camelford 1708. Bei der Unterhauswahl 1713 fand er daraufhin keinen Wahlbezirk, in dem er aussichtsreich kandidieren konnte, und schied damit endgültig aus dem House of Commons aus.

## Ehe und Erbe
Am 3. August 1693 hatte Manaton Martha Andrew († 1721), eine Tochter des Kaufmanns Solomon Andrew aus Lyme Regis geheiratet. Die Ehe blieb kinderlos. In seinem im Januar 1714 aufgesetzten Testament vermachte er seine Ländereien in Cornwall, Devon und Somerset seinem Cousin Francis Manaton aus Manaton, den er auch als seinen Testamentsvollstrecker einsetzte. Nach Henry Manatons Tod kurz vor dem 16. Mai 1716 wurde Francis Manaton auch sein Nachfolger als Recorder von Camelford.